# Рада Данева
Рада Тодорова Данева е българска общественичка, активен член на множество благотворителни дружества.
По време на Междусъюзническата война (1912 – 1913) Рада е наградена от царица Еленора Българска с „жетон“ – почетен знак, учреден от самата царица.

## Семейство
Родена е на остров Халки, Цариград в Османската империя на 17 юни 1868 г., в семейството на Тодор Стоянов Бурмов и на Мария Иванова Бурмова – една от учредителите на Софийското благотворително дружество.

## Биография
Макар Рада Данева да е известна с това, че е съпруга на видния политик д-р Стоян Данев, то името ѝ е свързвано и с нейната активна дейност в множество благотворителни организации. В края на XIX век семейството на Рада заболява от туберкулоза, която причинява смъртта на второто ѝ дете – Тодор, и сестра ѝ Ана Бурмова-Хесапчиева. Това я подтиква да се включи в инициативния комитет за учредяване Благотворително дружество „Евдокия“ през 1899 г., което подсигурява подслон и грижа за бебета. Начело на дружеството тогава е Мария Бехметиева.
Рада по-късно става председател на дружеството, чиито първи устав е от 1900 г. Като част от елитните кръгове, тя получава покани за участие в благотворителни дейности. Такъв тип организации са все още новост през онези години и все още няма правилно процедиране за избиране на водещи фигури, затова някои дами се издигали в ръководството с помощта на одобрение от управляващата партия или Двореца. Но Рада бива избрана за председател на дружество „Майка“ (1907 – 1908 г.) и на „Здравец“ (1912) и е в ръководните постове на дамския комитет, чиято цел събирането на помощи за ранените руски войници в Руско-японската война (1904 – 1905 г.)
Една от значимите личности в живота ѝ е младата художничка Елисавета Консулова-Вазова. Рада не само взима уроци по рисуване върху коприна и по разговорен английски, но и се възхищава на всестранно развитата Елисавета. С придобитите творчески умения за рисуване успява да направи възглавница, която бива включена в лотарията за подпомагане на дружество „Евдокия“. Благодарение на малката си учителка Данева се вдъхновява да промени начина си на живот. Двете споделят много общи виждания и си сътрудничат по отношение на обществената благотворителност.
По настояване на царица Елеонора и Българският червен кръст Данева е назначена като самарянка в Майчин дом, където се намира германската санитарна мисия на Международния Червен кръст. През 1912 г. Рада получава дипломата си за участие в дружеството „Самарянка“, основано 9 октомври 1910 г. от царица Елеонора. Но не след дълго разбира, че ще е по-полезна на пострадалите на фронта войници и в 1912 г. заминава за Лозенград, където постъпва във Втора етапна болница. Състоянието на болницата Рада описва като занемарено и зле поддържано, като „покъртителна картина“. Работейки като „проста сестра“ тя не само, че помага на болни и ранени, но се бори за по-добри условия за пациентите и персонала, за справяне с лошата хигиена и студа. Нещо повече, по повод Коледа, Заговезни и други празници, българската общественичка дарява различни суми за купуването на допълнителна храна, цигари и „открити“ картички за болни, ранени и служители на Втора етапна болница. В знак на благодарност за нейната всеотдайност и загриженост в нейния дом в София пристигат много писма, картички и символични подаръци от войници и офицери.
В 1912 г. и 1913 г. Рада категорично отказва на своя съпруг Стоян Данев, тогава ръководител на българската делегация за преговори с Турция за примирие, да замине с него в Лондон. Тя не желае да прекъсва самарянската си служба и да се връща у дома, докато хората все още воюват и все още не е подписан мирния договор. След като 1913 г. Одринската крепост пада Рада е преместена в Чорлу, Турция. Преди обяд работи в болницата на д-р Славчев, в отделението на д-р Кожухаров, а след обяд – във втората по-голяма болница, която е разположена в бивша турска казарма до гарата и се води за една от най-нечистите в света. Там Данева контролира реда и хигиената.
Преди да окончателно да свърши Балканската война, България вече е включена в Тройния съюз за предстоящата война в Европа. Рада Данева бива мобилизирана като старша самарянка в IV софийска военна болница (разположена в Първа мъжка гимназия на ул. Московска) под ръководството на известния лекар С. Ватев. Той я натоварва с отговорни задачи по поддържането на болницата по време на войната – следене на паричните средства за болницата, набавяне на всичко необходимо за служителите и болните, контролиране на хигиената, персонала, отоплението, храната и предлага редица подобрения в болничното обслужване. По същото време Стоян Данев, като народен представител и водач на Прогресивнолибералната партия, е противник на войната и на това България да влезе в Тройния съюз. Той е активен участник във всички инициативи на русофилската опозиция.
В 1916 г. Рада Данева излиза с идея да се направи специално обособено място, в което туберкулозните и анемичните болни да лежат на чист въздух и слънце. Това хрумване за благотворното влияние на слънцето и чистия въздух е възприето при изграждането на дома за обгрижване на бедни болни деца и сираци, наречен „Яслите“. В периода 1900 г. до средата на 1920 г. това е единственият такъв социален институт за отглеждане на болни деца на бедни семейства, зазаконородени или изоставени бебета до 3-годишна възраст. Домът се издържа от собствените си приходи – от благотворителни базари, концерти, балове, изложби, от помощите на Софийска община и в малка степен от държавата. През 1910 г. се построява нова двуетажна сграда в работническия квартал на ул „Пиротска“, която през деня приютява деца на бедни работещи хора и е целодневен пансион за отглеждане на сирачета.
Наред с всички нейни задължения тя е сред най-активните организатори на коледните и великденските чествания в софийската IV военна болница. Дискретно дарява пари за подаръци и храна и заедно с комитета от старши самарянки и дамите надзирателки в болницата обикалят по близки и познати, и заможни граждани, с цел събирането на необходимите за празненствата средства. За каузата успяват да съберат сумата от 5107 лв.
След Първата световна война Рада Данева развива широка обществена и хуманна дейност, когато обстановката в България е следната: всяка надежда за национално обединение е изгубена, безработица, скъпотия, поток от бежанци от Македония, Тракия и Южна Добруджа и стотици, завърнали се от фронта, ранени и обезверени войници. По това време българската общественичка е все още в настоятелството на д-во „Майка“, а 1919 г. е назначена за председател на Софийски клон на БЧК, а 1920 г. става председател на д-во „Евдокия“ и на „Яслите“. Войната предизвиква инфлация и капиталът на дружеството е стопен, а държава не е в състояние да подсигурява средства. Сградата се оказва тясна да приеме увеличилия се брой сираци, което води до висока смъртност. За повечето лекари настъпилата ситуация се оказва непосилна и затова напускат. Р. Данева също съзнава пред какво е изправена – с настоятелството обсъждат дали да се затвори дома или да се намали капацитета.
Мнението на Рада за пасивността на държавата и бездушието на чиновниците, изразено в годишния отчет за 1927 г., е достатъчно красноречиво за настъпилите трудности пред дома: „Казвали сме го много пъти – „Яслите“ с мъка съществуват. Средствата, които те поглъщат, ако и големи за нашите понятия, не могат да се сравнят със сумите, харчени за подобни ясли в странство. Може би такъв институт е преждевременен у нас? Не се съзнава социалната му полза. Държата го игнорира напълно. Общината го субсидира само отчасти, а бюджетът му надхвърля вече 1 млн. лв.“.
Въпреки тежкото положение Рада Данева не се отказва, а привлича видни лекари, щедри дарители и социално-ангажирани личности, с чиято помощ се набавят средства за издръжката и ремонта на дома. Битовите условия са подобрени и са назначени квалифицирани медински лица. Смъртността е намалена успешно. През 1931 г., след като Рада Данева успява да убеди общинското управление на София, се подсигурява строително място за изграждане на нова сграда. Самата тя застава начело на строителен комитет, който се занимава и с подсигуряването на средства за каузата от фирми, частни лица и организации.
Важно е да се отбележи, че българското общество е съпричастно към същестуването и значението на дома и се отзовава на помощ при необходимост от парични подкрепления, труд или в натура. Сред най-изявените дарители са х. Ненчо Палавеев, Стефан Панаретов, Добри Ганчев, Димитър Кудоглу, Светослав Помянов и др.
Съпругата на д-р Стоян Данев първоначално обвързва обществено-полезните дела с обществените ѝ длъжности, докато напълно не променя своя мироглед и не се отдава всецяло в тази „трудна и често неблагодарна област“, както доц. Веска Николова описва благотворителността в края на статията си. Така след 15 години, през 1934 г. Рада Данева подава оставка. В знак на признателност е обявена за почетен председател на д-во „Евдокия“, една от залите на „Яслите“ носи нейното име, а софийският общински съвет ѝ връчва почетния знак на столицата.
Краят на земния ѝ път настъпва през 1952 г. в София.